# Phintso Thonden
Phintso Thonden, tibétain : ཕུན་ཚོགས་དོན་ལྡན, Wylie : phun tshogs don ldan, né à Lhassa, Tibet le 17 janvier 1937 et mort le 28 juillet 2022 à New York, est un homme politique tibétain.

## Biographie
Phintso Thonden, fils de Jamyang Phuntsok et de Tsering Dolker, est né à Lhassa le 17 janvier 1937. Il a terminé ses études primaires au Dr. Graham's Homes (en) à Kalimpong après son exil en 1958. Il termine ses études à St. Joesph à Darjeeling.
Peu après, en 1964, il commence à travailler pour le gouvernement tibétain en exil en tant que fonctionnaire au Bureau des affaires étrangères tibétain, rebaptisé Département de l'information et des relations internationales.
Il est le représentant du dalaï-lama au Bureau du Tibet à New York de 1967 à 1973 et au Bureau à New Delhi de 1973 à 1976.
Lors de son mandat aux États-Unis, Phintso Thonden avait travaillé avec des ambassadeurs aux Nations unies pour sensibiliser à la cause tibétaine. À la suite de sa démission du service, il a lancé avec Taktser Rinpoché et Tsepon Wangchuk Deden Shakabpa une pétition pour l'indépendance du Tibet.
Après avoir quitté la fonction publique en 1976, Thonden a suivi un cours de courtier en bourse. Il travaille ensuite pour une société d'investissement à New York.
Phintso Thonden est décédé le 28 juillet 2022 à New York aux États-Unis des suites d'une longue maladie.
Il laisse dans le deuil son épouse, leurs deux filles et cinq petits-enfants.

## Filmographie
- Kundun (1997) de Martin Scorsese[3]